# Vetões

Carta etnográfica da Ibéria, cerca de 200 BCE

Os Vetões ou vetones foram um dos povos pré-romanos, muitas vezes tidos como celtas (ainda que não haja consenso), que habitavam a parte noroeste da Meseta Central, na Península Ibérica, região onde atualmente se situam as províncias espanholas de Ávila e Salamanca, assim como partes de Zamora, Toledo, Cáceres, e também as zonas fronteiriças do moderno território português. 
Autores romanos, como Estrabão, reconheceram a coesão das especificidades culturais da chamada tribo dos Vetões, que se subdividiam em algumas tribos. Alguns de seus legados mais notáveis incluem, hoje, os seus berrões, que são esculturas zoomórficas, de que é exemplo a famosa Porca de Murça, em Murça, de uso desconhecido; e possivelmente o jogo de calva, cujas origens datam da sua era. 
Um dos seus principais sítios arqueológicos é do Castro de Ulaca, em Vila Viçosa (Villaviciosa), em Solosancho, com o seu altar de sacrifícios, sauna, ópido de residências e pedreiras.
Eles não devem ser confundidos com os vetoneses, nome dado aos habitantes de Vetona (hoje, Bettona, em Itália).